# Сандро (футболист)
Карлос Алехандро Сиерра Фумеро (исп. Carlos Alejandro Sierra Fumero более известный, как Сандро исп. Sandro; родился 14 октября 1974 года в Ароне, Испания) — испанский футболист, полузащитник, известный по выступлениям за клубы «Малага» и «Реал Мадрид».

## Клубная карьера
Сандро — воспитанник футбольной академии клуба мадридского «Реала». 10 сентября 1994 года в матче против «Логроньес» он дебютировал в Ла Лиге. В своём первом сезоне Сандро играл довольно регулярно, забил два гола и даже стал чемпионом Испании, но затем проиграл конкуренцию Гути. В 1996 году он на правах аренды перешёл в «Лас-Пальмас», где провёл сезон. Летом 1997 года интерес к Сандро проявлял английский «Ньюкасл Юнайтед», но контракт не был подписан.
В начале 1998 года он перешёл в «Малагу». В составе «анчоусов» Сандро быстро стал одним из лидеров и за пять сезонов отыграл более 150 матчей. В 2002 году он помог клубу выиграть Кубок Интертото. В 2003 году Сандро подписал контракт с «Леванте», выступающем в Сегунде. В первом же сезоне он помог клубу вернуться в элиту, но затем стал реже попадать в состав и в 2006 году вернулся в «Малагу». В 2008 году Сандро завершил карьеру.

## Международная карьера
В составе юношеских сборных Испании выиграл юношеский чемпионат Европы до 16 лет, а также занял второе место на чемпионате мира до 17 лет в Италии.

## Достижения
Клубные
 «Реал Мадрид»
- Чемпионат Испании по футболу — 1994/1995

 «Малага»
- Обладатель Кубка Интертото — 2002

Международные
 Испания (до 16)
- Чемпионат Европы среди юношей — 1991

 Испания (до 17)
- Чемпионат мира среди юношей — 1991